# Disfida dei Ciusi e Gobj
La Disfida dei Ciusi e Gobj, altresì conosciuta come "Palio di San Vigilio", è una rievocazione storica medievale della città di Trento. La "mascherada", come viene tradizionalmente chiamata la competizione, si svolge normalmente una volta l'anno il 26 Giugno in onore di San Vigilio come evento conclusivo delle omonime celebrazioni, ossia le Feste Vigiliane.

## Gli sfidanti
"I gobj" = Rappresentano la città di Trento in sua difesa, con un costume grigio/nero e maschere nere. Sono guidati da un re con corona e mantello e da tre capitani con elmo e spada.
 "I ciusi" = Rappresentano la città di Feltre, si predispongono all'attacco con un costume giallo/rosso con pompom neri ed indossano maschere rosse. Alla loro guida c'è un re che porta una corona ed un mantello. Esso è coadiuvato da tre capitani con elmo e spada.

## La storia del Palio

### Le origini
Nel VI secolo i Goti occuparono Trento guidati da Teodorico. Secondo quanto riportato da Cassiodoro, il sovrano invitò la città veneta di Feltre a collaborare con il municipio tridentino per la costruzione di un nuovo centro urbano, probabilmente da edificare nella Bassa Valsugana. Questo episodio, avvenuto nel 523-526, rimarebbe impresso nella tradizione popolare cittadina, attraverso la disfida dei Ciusi e dei Gobj che si svolge ogni anno durante le feste vigiliane, nella quale i Ciusi (a rappresentare le genti feltrine) cercano di conquistare la polenta difesa dai Gobj (i trentini) in rimando ad una guerriglia combattuta in città a causa della mancanza di vettovaglie. Dopo la vittoria e la cacciata dei feltrini, i trentini ridicolizzarono l'evento carnevalizzandolo e riproponendolo in diverse occasioni pubbliche ed in forme differenti.

### Riproposizione
Con un progetto in collaborazione tra il Comune di Trento e la Proloco Centro Storico, dal 1989 la Disfida viene ufficialmente riproposta nel Giorno di San Vigilio durante le Feste Vigiliane. Dato l'alto numero di spettatori, nel giorno conclusivo della festa patronale vengono allestite due o più tribune in Piazza Duomo o in Piazza Fiera. Dopodiché, al centro della piazza vengono disegnati tre cerchi concentrici; quello in mezzo è lo spazio dedicato al pentolone della polenta, quello bianco per la predisposizione circolare dei difensori e quello rosso per delimitare il raggio d'azione degli attaccanti feltrini. 

## La Mascherada

### Figuranti
Nelle sue prime edizioni, che risalgono al XVI secolo, la disfida era un evento riservato ai nobili, che si sfidavano in due schieramenti di 150-200 partecipanti ciascuno. La manifestazione era ricca di sfarzo e teatralità, con tanto di armature, cavalli e bandiere. Nel corso dei secoli, la Disfida ha subito un'evoluzione, perdendo il suo carattere elitario e aprendosi al popolo. Oggi, la rievocazione viene animata da circa 100 figuranti appartenenti alla Confraternita dei Ciusi e dei Gobj, che indossano i tradizionali costumi e mettono in scena la contesa per la polenta.

### Ruoli secondari
Oltre ai Ciusi e ai Gobj, la mascherada vede la partecipazione di diverse altre figure, ognuna con un ruolo ben preciso:
- Le Strozzere: Donne dei Gobj, vestite con un costume femminile bianco e marrone e una cuffietta bianca. Armate di scope, con cui difendono i Gobj durante l'assalto finale dei Ciusi. Esse simboleggiano le contadine trentine, tenaci e combattive nel difendere la propria città e le sue provviste.

- I Giannizzeri: Sono le guardie della disfida, indossano un costume con camicia bianca, pantaloni neri e arancioni, armatura in cuoio, elmo e spada. Esse garantiscono l'ordine durante lo svolgimento della manifestazione e intervengono in caso di necessità. Rappresentano i soldati al servizio dei signori trentini.

- Il Gran Cerimoniere: E' garante e coordinatore della Disfida ed è interpretato dal presidente della Pro Loco di Trento. Sovrintende al regolare svolgimento della manifestazione e ha la facoltà di decidere se partecipare attivamente alla disfida o assumere il ruolo di cerimoniere.

- Giullare: intrattiene il pubblico con scherzi e canti durante la sfilata e lo spettacolo.
- Donne adulte e ciusette: accompagnano la sfilata e partecipano allo spettacolo, creando un'atmosfera di festa e coinvolgimento.
- Boia: vestito di nero, maneggia una mannaia insanguinata. Simboleggia la giustizia severa e il castigo per chi infrange le regole.

### Arbitraggio
Gli Arbitri rivestono un ruolo fondamentale per garantire il regolare svolgimento della manifestazione e la sportività della contesa. Essi indossano un lungo abito nero con interni rossi, colletto rosso e cappellino nero. Questi colori distintivi li rendono facilmente riconoscibili tra i contendenti e il pubblico. Al collo portano un corno, che utilizzano per segnalare le varie fasi della disfida e le eventuali infrazioni alle regole. Gli arbitri vigilano sul corretto svolgimento della disfida, assicurandosi che i Ciusi e i Gobj rispettino le regole e che la contesa si svolga in modo leale e cavalleresco. In caso di comportamenti scorretti o antisportivi da parte dei contendenti, gli arbitri intervengono con prontezza, sanzionando i trasgressori e garantendo l'equità della gara. In caso di dubbi o contestazioni, la decisione degli arbitri è insindacabile e rappresenta l'ultima parola sul regolare svolgimento della disfida.

### Il palio

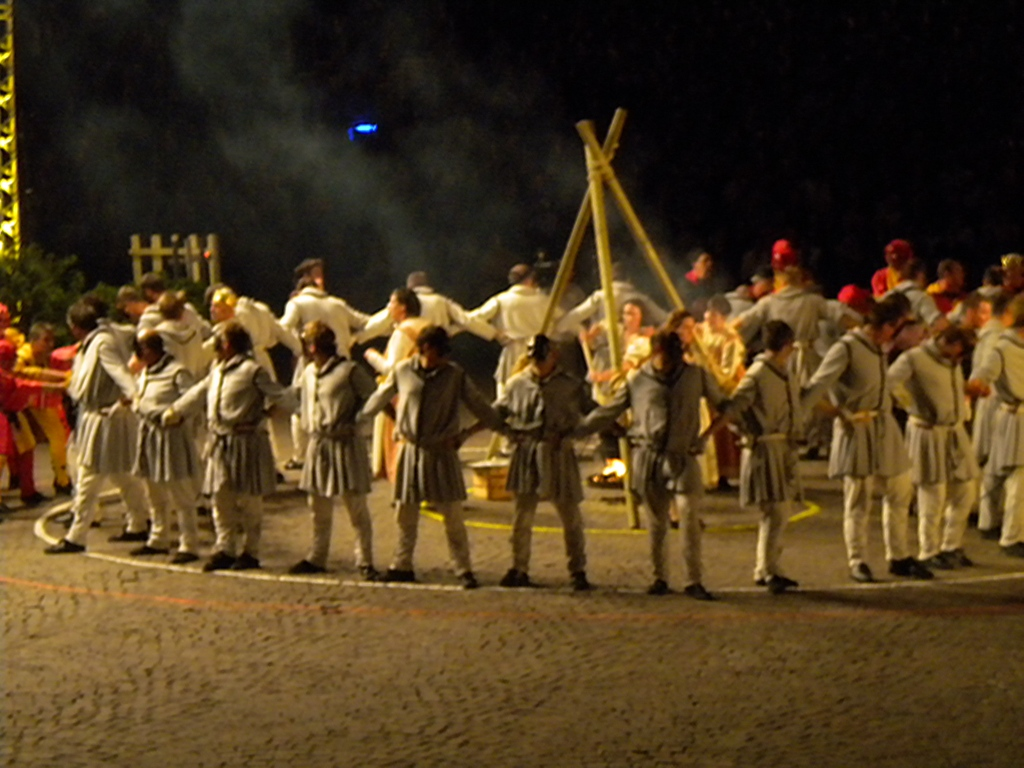
I Gobj in formazione

Fulcro della disfida è la polenta. Per conquistarla, i Ciusi, rappresentanti di Feltre, devono superare le difese dei Gobj, i trentini. Questi formano un cerchio a difesa del paiolo di polenta, uniti da corde di cuoio strette attorno alla vita. Si dispongono con le terga al paiolo, pronti a respingere gli attacchi dei Ciusi. Al centro del cerchio si posizionano le strozzere, contadine armate di grandi ramazze, con il compito di difendere la polenta con vigore e tenacia. Gli attaccanti si dispongono in fila indiana a gruppetti di cinque, pronti ad assaltare il cerchio dei Gobj. Il loro obiettivo è rompere la catena degli avversari e guadagnare l'accesso al paiolo per conquistare la polenta.

## Vittorie
| Fazione | Vittorie                |
| ------- | ----------------------- |
| Gobj    | 22 (campioni in carica) |
| Ciusi   | 18                      |